# 演歌
演歌，是日本具代表性的傳統歌曲類別，它反映了日本民族的慣常情感表達方式；而基於歌手唱腔或歌曲含意，也被稱為艷歌、怨歌等（日語發音相同）。
演歌起源於明治時代，並一度在日本流行。但隨著西方文化在日本影響力漸大，演歌的流行度已遠遠不及日本流行音樂（J-POP）。近年由於如冰川清志的年輕一代的演歌歌手出現、早安少女組一類的流行歌手或組合亦有唱演歌、甚至是現時AKB48的成員岩佐美咲在個人發展方面後亦由流行歌曲改唱演歌等，都令演歌有重新流行起來的趨勢。

## 特徵
演歌所使用的音階多為日本古代民謠採用的五声调式，如對應西方的音樂理論，其中的陰音階相當於自然小音階除去第4音和第7音（以A調自然小音階的音名為例，係去掉D音和G音），由於餘下的五個音，包含一組三全音（F音和B音），這亦是令日本演歌擁有獨特韻味的原因之一。這種以陰音階所寫成的歌，由古賀政男所發揚跟普及，自此構成當代演歌基本型態。古賀旋律普及初期，東京藝術大學畢業的聲樂家藤山一郎(本名增永丈夫)的聲樂技巧是為主流。直到1960年代美空雲雀確定了在演歌界巨匠的地位之後，利用裝飾音（小節）表現古賀旋律，以突顯演歌歌手個性的唱腔，才正式獲得日本演歌的主流地位。同時，還可以技巧性地加入顫音。這兩種表現的方法在後期的演歌中是不可或缺的。
一般而言，在公開場合中的演歌歌手（尤其是女歌手），會穿著和服以加深作為日本文化的印象，但亦有如冰川清志、水森香織、水田龍子等較為年輕一輩的演歌歌手，會常以穿著洋裝來演唱。
至於演歌的歌詞和標題內容，則較常以“海”、“酒”、“眼淚”、“女人”、“雨”、“北國”、“雪”、“離別”等為題裁，並以此為中心，來表達男女之間的悲情、悲戀等等。其中如美空雲雀「悲哀的酒」（悲しい酒），都春美「大阪時雨」（大阪しぐれ），大川榮策「山茶花之宿」（さざんかの宿），吉幾三「雪國」等為代表。
雖然演歌有上述特徵，但仍很難明確将演歌跟其他流行歌曲區分清楚。譬如爵士樂鋼琴家山下洋輔就曾經說過不能用「音樂理論性的觀點」來區分兩者。
除了男女之間愛情悲劇为主題的歌曲以外還有以下主題的代表歌曲:
- 夫妻間的幸福——村田英雄「夫婦春秋」、三笠優子「夫婦舟」、川中美幸「二輪草」等等。
- 母親──菊池章子・二葉百合子「岸壁之母」、金田立江「花街之母」等等。
- 家庭之間──鳥羽一郎「兄弟船」、芦屋雁之助「娘」、大泉逸郎「孫」等等。
- 人生、特質──村田英雄「人生劇場」、「花與龍」、北島三郎「山」、「川」、中村美律子「河內男兒節」等等。
- 流浪──Dick Mine（三根德一）「旅姿三人男」、橋幸夫「潮来笠」、冰川清志「箱根八里之半次郎」等等。
- 俠義──北島三郎「兄弟仁義」、高倉健「唐獅子牡丹」等等。
- 歌謠浪花──三波春夫「俵星玄蕃」、「紀伊国屋文左衛門」等等。
- 望鄉──北島三郎「回去吧」（帰ろかな）、千昌夫「北國之春」、「望郷酒場」等等。

另外，還有不屬於以上任何分類的細川貴志「北酒場」。这是作曲家根據酒館的樣子而創作出來的歌曲，以完全跳脫出一般演歌歌詞的情景模式獨樹一方，獲得了日本唱片大獎。
演歌為日本大眾所接受，為日本流行音樂流派之一，但事實上討厭演歌的人也不少。比如在日本歌謠界大有影響力的歌手淡谷紀子就曾公開表示她非常討厭演歌，乃至提倡所謂的「演歌撲滅運動」。作曲家椙山浩一在他的自傳裡也表示「演歌構成了日本音樂史上的黑暗時代」。
在台港陸演藝圈中翻唱、重新詮釋日本演歌的歌手不在少數，如鄧麗君、郭金發、余天、張帝、費玉清、江蕙、黃乙玲、詹雅雯等；新生代歌手如周杰倫、楊宗緯等人或多或少也從演歌得到靈感。

## 歷史

### 創生期
演歌是「演說歌」的省略語，是自由民權運動時期的產物。初期最主要是用來對政治的批判、宣傳的歌曲。總而言之，演說歌是用來諷刺政治的。19世紀末，由於政府日漸嚴格地取締公開演講，使得「演說歌」逐漸變成「演歌」。到了明治後半，以政治諷刺為主體的演歌轉變成為愛情、悲劇、社會諷刺相關的歌曲，逐漸確定演歌在日本歌唱界的地位。
到了大正時代演歌歌手中也出現了使用西樂手法作曲的人。鳥取春陽是其中的代表，他作的『籠の鳥』一度風靡日本。但這樣的歌曲通常稱為「流行歌曲」，沒有被歸類到「演歌」裡。

### 流行音樂的時代
到了昭和時代，國外的唱片公司到日本開製造公司，導入新的錄音方式，日本唱片界迎來了新時代。昭和三年（1928年）佐藤千夜子、二村定一等，昭和六年（1931年）藤山一郎的出道使得日本流行音樂全面佔領日本市場，演歌逐漸淡出。
另外，這個時期的大眾音樂也被當成「演歌」一般對待，不過本來演歌、流行歌曲、聲樂等音樂就具有各自獨特的特點，不能一概而論。但上述的古賀政男的作品「吉良的仁吉」，或是使用了「小節」唱法的紅歌星上原敏等，都受到廣澤虎造等浪曲師的影響。從這些的例子來看，作者和歌手有一部份重複也是事實，正是這個「流行歌」時代產生的音樂性和技巧成了現有「演歌」的基礎，所以說這也是一個演歌史上不能忽視的時代。

### 第二次世界大战後

#### 1950年代
戰後的日本大眾音樂主要是「流行歌曲」，不過隨著新一代的出現和昭和29年（1954年）藤山一郎的引退，音樂性開始搖動，逐漸開始出現接近現代演歌的歌曲。二葉百合子在二戰時期以及二戰後極度熱門。這個時期已經以boogie-woogie出道的美空雲雀開始使用這種方式演唱，接著出現了小林旭、電影巨星石原裕次郎，來自King Records的望鄉歌謠歌手春日八郎、三橋美智也，帝蓄唱片的三波春夫，勝利唱片的鶴田浩二，哥倫比亞唱片的村田英雄，泣節歌手島倉千代子等。以民謠和浪花曲等為基礎，相對從前的「流行歌曲」另樹一幟成為了接近現代演歌的作品風格。這個時期的流行歌曲有「お富さん」「別れの一本杉」「哀愁列車」「おんな船頭歌」「古城」「チャンチキおけさ」「からたち日記」「無法松の一生」「人生劇場」等。

#### 1960年代
昭和38年(1963年)，演歌唱片公司日本皇冠的獨立和各種音樂的流入使得從前的「流行歌曲」消亡，轉而形成了各種音樂风格。用日本五音階法和裝飾音的唱法稱做「演歌」。這雖說是戰前的「演歌」領域的捲土重來，但演歌自身已轉變為民間音樂，社會諷刺的要素完全消失，只有「演歌」這個名稱復活。這個時期電影明星高倉健也參與歌壇，北島三郎、橋幸夫、都春美、青江三奈、水前寺清子、森進一、五木宏等歌手登場。
從流行音樂轉來的作曲家除古賀政男之外還有吉田正、豬俁公章、船村徹、市川昭介、遠藤實；從舞曲歌手轉來的平尾昌晃登場，作詞家出現了星野哲郎、岩谷時子、山口洋子、川內康范等。「王将」「潮来笠」「三百六十五歩のマーチ」「北帰行」「港町ブルース」「池袋の夜」「柔」「悲しい酒」「函館の女」「兄弟仁義」「星影のワルツ」等大受男女老幼的歡迎，廣為流行。

#### 1970年代
進入1970年代，出現了藤圭子、千昌夫、細川貴志、八代亞紀、森昌子、小林幸子、川中美幸、石川小百合、牧村三枝子等歌手；產生了「なみだの操」、「女のみち」、「おやじの海」、「ふるさと」、「喝采」、「せんせい」、「心のこり」、「与作」、「舟唄」、「昔の名前で出ています」、「北の宿から」、「津軽海峡・冬景色」、「おもいで酒」、「みちづれ」、「北国の春」、「よぞら」等膾炙人口的歌曲。從1974年，由森進一演唱、民間音樂家吉田拓郎所作的「襟裳岬」獲獎唱片大獎起，演歌和其他流派的協作開始。

#### 1980年代-1990年代
1970年代後半到80年代在，中老年之間產生了卡拉OK高潮，細川一樣適合在卡拉ＯＫ唱的演歌歌手抬頭了。適合卡拉ＯＫ的樂曲製作和營銷開始。年輕人的流行歌曲意向變得更脫離演歌。
1980年代半途以後，年輕人和中老年聽的歌更加背離演歌，電視的歌曲節目也逐漸分離出適合年輕人跟中老年人的區別。這個時代是流行音樂難產的時代。當年輕人開始對卡拉ＯＫ熱衷之後，日本的流行歌曲適合卡拉ＯＫ的樂曲製作和營銷也開始。演歌被限定为迎合中老年人的口味的领域，像北島三郎一樣以聲量和歌唱力著称的歌手、森進一一樣有獨特的聲音質量和有歌唱法的個性性的歌手變得更難發揮實力，電視曝光減少了。从此，演歌緩慢的保守化和衰退開始了。
從1980年代後半到1990年代前半部分，1987年瀨川瑛子的「命くれない」成就了昭和最後的熱潮。伍代夏子、坂本冬美、藤彩子、長山洋子、香西薰等在這期間大熱，中堅歌手如天童芳美及神野美伽也纷纷涌现。可是，90年代中期以後演歌的衰退開始加劇，在90年代末了時演歌的新曲CD以數十萬張單位流行的例子幾乎全無了。

### 21世紀

#### 2000年代
2000年大泉逸郎的「孫」和冰川清志的「箱根八里の半次郎」大流行，是相隔了多年的大高潮。但「孫」只是在大泉和同年齡或以上的中老年層之間大受歡迎，而受年轻人欢迎的演歌歌手冰川清志更多依靠容貌取胜，对歌曲本身的评价不如以前的歌手重要。另一方面，前川清的「ひまわり」（2002年福山雅治演出）一樣的演歌歌手發表更偏向流行歌曲风格的作品的现象也增加著。
2003年因單曲「鳥取砂丘」大賣而人氣高涱的演歌後起之秀水森香織發表的作品都是以日本各地的景點為題，涵蓋了日本全國多個都道府縣的地標，例如「伊勢的周邊」、「一個人在長良川」、「松島紀行」、「安藝之宮島」等。
從這期間出現的演歌已經不受傳統演歌的框架所拘束，現在的「演歌」已經變成演歌、歌謠的專有稱呼。
在這一個時期，從的新人演歌歌手的出道数量从每年1人或2～3人逐渐增加到了4～5人。同時，演歌也常常佔據著日本J-POP排行榜，相對的在位時間越長，曝光率也就越大。2008年初次亮相的歌曲「海雪」背后的黑人演歌歌手杰洛備受外界矚目，其利用hip hop風格进行演歌歌唱的話題也風靡一時。並且，以印度人身份來日本演唱的演歌歌手chada也來日本開始了音樂活動，並一度活耀。

## 演歌对流行音乐的影响
戰後演歌對東亞流行音樂有極大影響，尤其冷戰時期的香港和臺灣。演歌歌詞一般會改編成當地常用語言，例如臺灣則為國語和臺語；香港則又有粵語。
台灣由于曾經歷日治時期而深受日本文化影響，當時的國語和台語流行歌曲多從日語演歌改編，在歌舞廳大為傳唱；也是台語歌手在歌唱比賽時，選唱曲目最多的類型。其中鄧麗君在日本演出時期，不但翻唱如《北國之春》的名曲，更另唱新曲，所以風行港、臺、日三地，以至星馬、海外華埠、改革開放時期中國大陸都有所流傳。
時至今日，對演歌的認識集中於中老年齡層，而年輕一代的歌迷則很少。兼備個性和實力的歌手们建立了所謂「演歌」這種新種類的基礎，但是在春日八郎、三橋美智也、三波春夫、村田英雄、和有演歌女王之稱的美空雲雀（美空ひばり，又稱為「歌謠界女王」）等的相繼逝世之下，後續的北島三郎和五木宏（五木ひろし）、森進一等著名歌手也有難以發揮實力的情況。自大泉逸郎的「孫」、冰川清志（氷川きよし）的『箱根八里の半次郎』推出以來，演歌歌曲並沒有大肆暢銷，整體持續低迷著。而且， 1960 年以降，聽慣西洋搖滾樂、日式民謠和新音樂、偶像流行歌曲等的戰後世代已漸成為中年層，虽然有部分听众轉移到演歌上，但由於傾向於搖滾民謠等音樂類型的人口增多，演歌粉絲的高齡化變得相當明顯。
在10幾歲、20幾歲的年輕人之中，有不少對這些曾經有代表性的暢銷曲、歌手的存在沒有認知的人。然而也有部份將演歌作為興趣、餘興的忠实粉絲。
2007年，巴西聖保羅舉行了一場日本移民100週年紀念活動，活動中的日本音樂并未採用J-pop，而是傳唱著演歌。大城バネサ与南かなこ這些南美出生的日系演歌歌手也在场。在海外某些地區，『日本的歌即是演歌』的印象仍然是十分強烈的。
除此以外，試看演歌在別國的接受程度，非洲衣索比亞在國歌和流行歌曲方面，乃在yona去掉音階和歌唱方法等特點上和日本演歌酷似，這是一個例子。韓戰（朝鮮戦争）時，在日本的衣索比亞士兵被演歌所感動，因此對演歌特徵下了研究，並在自己的音樂上加入此特徵元素。而在衣索比亞，細川貴志（細川たかし）、都春美（都はるみ）等日本演歌歌星也被廣為接受。

## 韓式演歌——「狐步」
在韓國，也受到日本演歌的強烈影響，以「狐步」（トロット，即fox trot）稱之，使得大眾歌謠有了分野（進入昭和後，民眾歌謠起了變化以來）。到了戰後朴正熙政權時期，大众雖將「狐步」指為「演歌」一詞的韓語用法，但仍不少人使用연가稱之。後來，基於東洋色彩去除運動（倭色追放運動），由日語訛變而來的「演歌」讀音——「연가」——這種名稱變得無法使用，遂專以「狐步」稱之了。

## 演歌的情調
演歌的主題多為離別和失戀等帶有悲傷和難過情緒的小調。在大調上，也大多趨近「四七拔音階」（ヨナ抜き音階）的味道。
而所謂「四七拔音階」，就是將西洋七聲音階裡的第四音與第七音去掉的五聲音階形式，有強烈的東洋意象。明治維新以後日本政府基於國際化考量，大力提倡使用這種折衷音階系統的音樂創作，塑造出近代日本流行音樂曲調的雛形，最後成了「演歌」這種和風作品的主流音階。如：〈音樂欣賞 日本民歌 櫻花謠〉 （页面存档备份，存于）

## Oricon公信榜主要得獎作品
粗黑體字的曲子為銷售量突破百萬者。列表中包含「歌謡曲」和J-POP（受西方影響的日本流行音樂）的作品類型。

### 週排行榜
- 『星光的華爾茲』（星影のワルツ／千昌夫 1968年6月3日～7月1日、8月17日共6週）
- 『港町布魯斯』（港町ブルース／森進一 1969年6月9日～7月7日共5週）
- 『池袋之夜』（池袋の夜／青江三奈 1969年9月8日～10月13日共6週）
- 『女人的布魯斯』（女のブルース／藤圭子 1970年3月30日～5月18日共8週）
- 『夜里展開圭子的夢』（圭子の夢は夜ひらく／藤圭子 1970年5月25日～7月27日共10週）
- 『京都之戀』（京都の恋／渚ゆう子 1970年11月9日～12月28日共8週）
- 『望鄉』（望郷／森進一 1971年1月25日～2月8日共3週）
- 『橫濱・黃昏』（よこはま・たそがれ／五木弘 1971年7月19日共1週）
- 『我的城下町』（わたしの城下町／小柳留美子 1971年7月26日～10月11日共12週）
- 『瀨戶的新娘』（瀬戸の花嫁／小柳留美子 1972年5月15日～6月5日共4週）
- 『京都的疾雨』（京のにわか雨／小柳留美子 1972年9月11日～9月25日、10月9日～10月16日共5週）
- 『女人的道』（女のみち／宮史郎與pin三重奏 1972年10月30日～1973年2月12日共16週）
- 『眼淚的節操』（なみだの操／殿樣Kings 1974年3月18日～5月13日共9週）
- 『夫婦鏡』（夫婦鏡／殿樣Kings 1974年7月15日～8月5日共4週）
- 『冬天的火車站』（冬の駅／小柳留美子 1974年11月18日、12月9日共2週）
- 『奉獻予你』（あなたにあげる／西川峰子 1974年12月16日共1週）
- 『昭和枯れすゝき』／櫻花和一郎（1975年4月28日～5月12日共3週）
- 『遺憾』（心のこり／細川貴志 1975年7月28日～8月18日共4週）
- 『來自北方的家』（北の宿から／都春美 1976年12月6日、12月20日～1977年1月10日共4週）
- 『想酒』（おもいで酒／小林幸子 1979年7月23日共1週）
- 『矢切的渡口』（矢切の渡し／細川貴志 1983年4月18日～5月2日共3週）
- 『八仙花橋』（あじさい橋／城之内早苗 1986年6月23日共1週、史上第1位演歌初登場即上榜者）
- 『雪國』（雪國／吉幾三 1987年2月9日共1週）
- 『北方的旅人』（北の旅人／石原裕次郎 1987年8月24日共1週）
- 『浪花Iroha節』（浪花いろは節／關西傑尼斯8 2004年10月4日共1週、平成時期首次以演歌上榜者）
- 『初戀列車』（初恋列車／冰川清志 2005年2月21日共1週、平成時期第1位演歌初登場即上榜者）

（自1968年1月4日～~2006年12月25日止，計共26曲）

### 年度排行榜
- 1968年度 『星光的華爾茲』（星影のワルツ／千昌夫）
- 1971年度 『我的城下町』（わたしの城下町／小柳留美子）
- 1972・73年度 『女人的道』（女のみち／宮史郎與pin三重奏）
- 1974年度 『眼淚的節操』（なみだの操／殿樣Kings）
- 1975年度 『昭和枯れすゝき』／櫻花和一郎
- 1979年度 『追夢的酒』（夢追い酒／渥美二郎、第2名）
- 1983年度 『茶梅的宿』（さざんかの宿／大川榮策、第2名）
- 1987年度 『生命紅』（命くれない／瀬川瑛子、第2名）

（自1968年度～2006年度止，計共8曲）